# Cá sấu Mã Lai
Cá sấu Mã Lai, cá sấu Ấn Độ giả, cá sấu mõm dài giả hay cá sấu Sunda (Tomistoma schlegelii) là một loài bò sát nước ngọt thuộc Họ Cá sấu mõm dài, Bộ Cá sấu. Vì ngoại hình có mõm dài và mảnh tương tự như cá sấu Ấn Độ nên mới được gọi là "giả". Nó là loài đặc hữu ở bán đảo Mã Lai, Borneo, Sumatra và Java. Nó được đánh giá là loài sắp nguy cấp trong sách đỏ IUCN, do số lượng toàn cầu ước tính là khoảng 2.500 đến 10.000 cá thể trưởng thành.

## Môi trường sống
Cá sấu Mã Lai có nguồn gốc ở hệ thống sáu sông ở Sumatra và Malaysia. Nó cũng được tìm thấy tại Borneo, Java, Việt Nam, Thái Lan (không thấy kể từ thập niên 1970) và có thể ở cả Sulawesi. Các hóa thạch được tìm thấy ở miền nam Trung Quốc chỉ ra rằng ở một thời điểm nào đó loài này từng có mặt tại đây.

## Hình thái
Từ quan điểm của hình thái học thì chúng được phân loại trong họ Crocodylidae từ rất lâu; tuy nhiên, các nghiên cứu về miễn dịch học gần đây chỉ ra rằng có thể chúng có quan hệ họ hàng gần gũi với cá sấu Ấn Độ hơn là người ta đã nghĩ lúc ban đầu. Hiện tại, cùng với các họ hàng hóa thạch gần, chẳng hạn như chi Maroccosuchus, nó được phân loại trong họ Gavialidae.

## Sinh sản
Cá sấu Mã Lai đẻ trứng giống như các loài cá sấu khác. Người ta vẫn chưa rõ khi nào là mùa sinh sản hay làm tổ của chúng trong tự nhiên. Chúng làm tổ thành ụ. Cá sấu cái thuần thục khi đạt độ dài 2–3 m. Cá sấu cái đã giao phối sẽ đẻ 30-60 trứng trong ụ gồm lá hay than bùn khô. Sau khi đẻ trứng xong, việc xây dựng tổ cũng kết thúc và cá sấu cái sẽ rời bỏ tổ. Không giống như các loài cá sấu khác, cá sấu con không được cha mẹ chăm sóc và chúng dễ bị các loài động vật ăn thịt (như cầy mangut, cầy hương, hổ, báo, chó hoang v.v) biến thành con mồi. Cá sấu non nở sau 90 ngày và tự xoay xở với cuộc sống.

## Bảo tồn
Cá sấu Mã Lai bị đe dọa tuyệt chủng trong suốt khu vực phân bố của chúng do việc cải tạo thoát nước từ các vùng đất đầm lầy lội chứa nước ngọt cũng như sự phát quang các khu rừng mưa xung quanh. Loài này cũng hay bị săn bắt để lấy da và thịt hay trứng. Tuy nhiên, chính quyền Malaysia và Indonesia cũng đã có những bước đi cần thiết để ngăn chặn sự tuyệt chủng của loài này trong tự nhiên.

## Hình ảnh

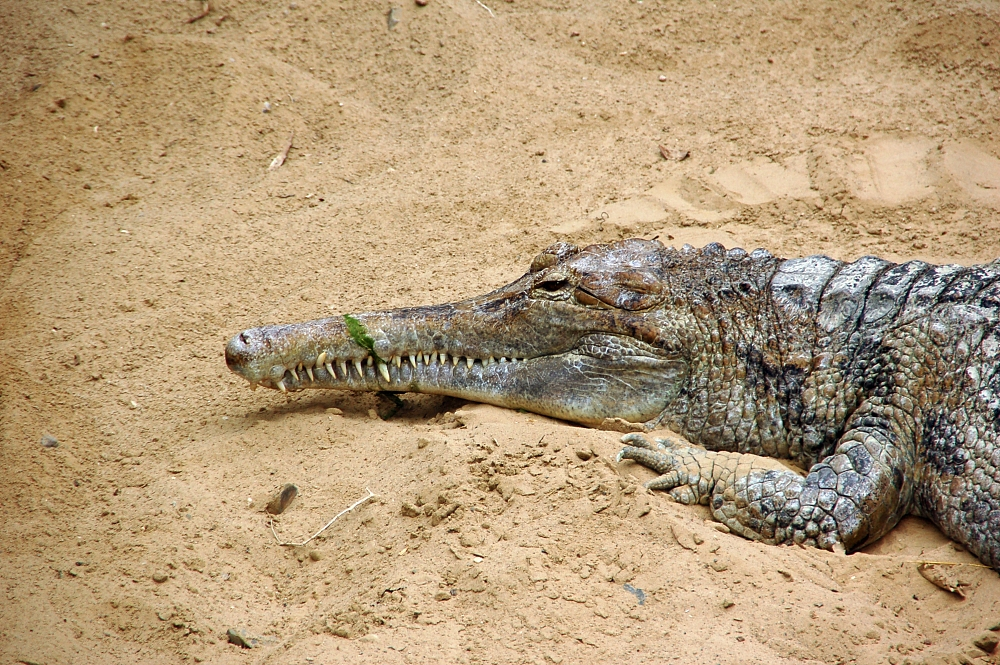
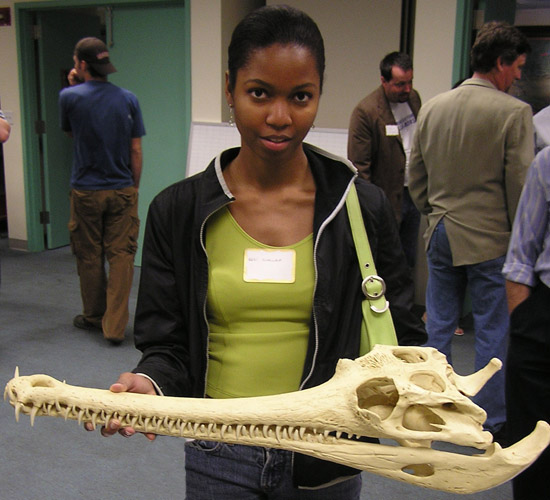
Hộp sọ
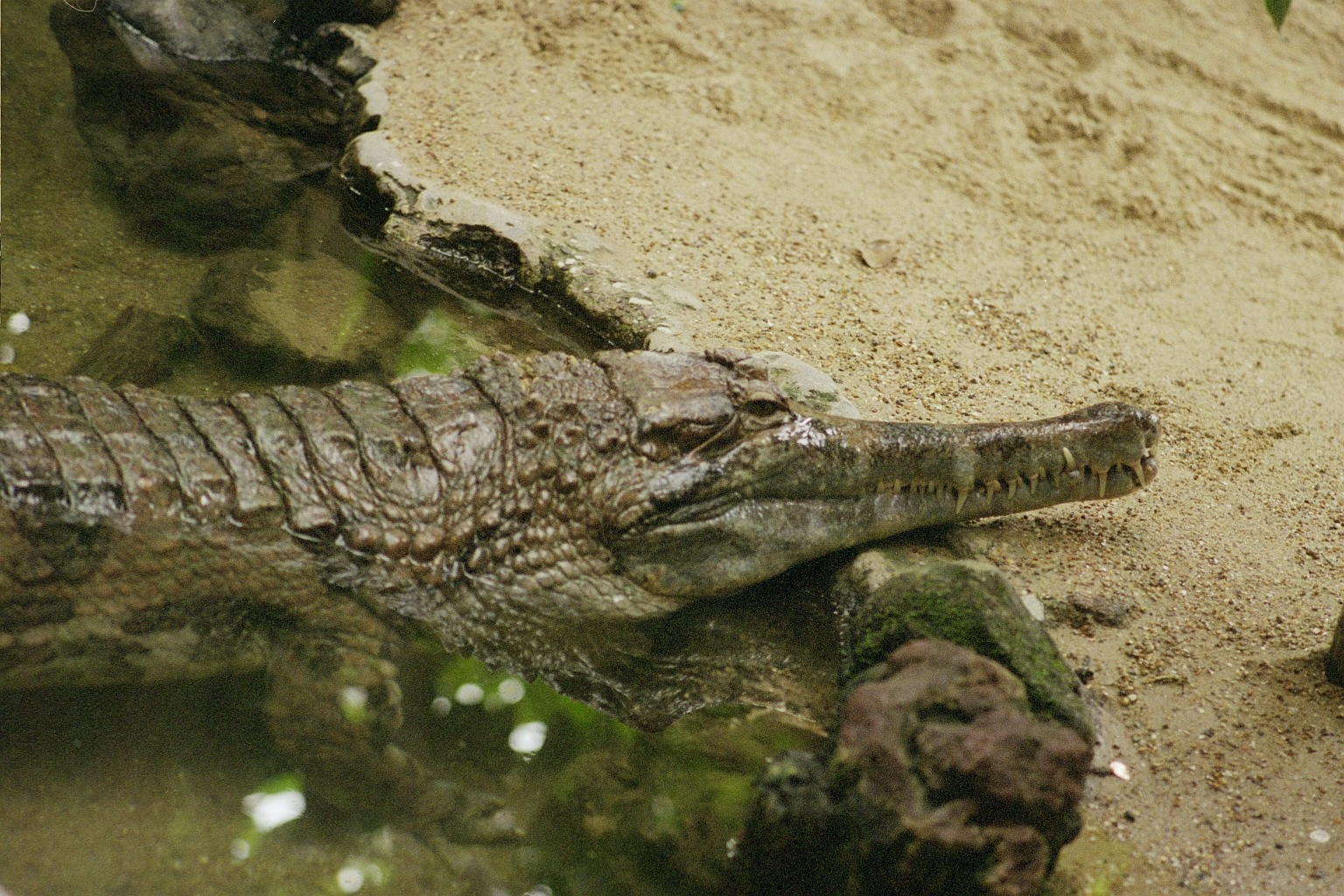